# Божий сіяч
«Божий сіяч» — газета Тернопільсько-Зборівської митрополії Української греко-католицької церкви.

## Історія
Заснована у серпні 1995 р. Виходить раз на місяць. Наклад — 11400 примірників (2014 р.). Розповсюджується у парафіях Тернопільсько-Зборівської та Бучацької єпархій.

## Редакція
Видавець — Архієпископ і митрополит Тернопільсько-Зборівський Василь (Семенюк). Головний редактор — о. Орест Глубіш, кореспондент — Надія Шподарунок.

### Працювали
Довголітнім дизайнером-верстальником газети був Олег Качало.

## Тематика
«Божий сіяч» висвітлює релігійно-духовне й національне життя духовенства і мирян, питання історії церкви й України, мистецтва, просвіти тощо; приділяє увагу катехизації, вивченню Біблії і творів отців церкви, налагодженню міжконфесійного діалогу. Періодично вміщує додаток «Христовий виноградник» — орган Тернопільської вищої духовної семінарії імені Патріарха Йосипа Сліпого.